# 2020年內蒙古
2020年內蒙古歷史大事：

## 環境
- 5月16日，「岱海生态应急补水工程」在乌兰察布市凉城县六苏木镇弓坝河水库下游开工建设。水利部黄河水利委员会主任岳中明表示，工程建成后，通过在黄河丰水年份自黄河干流取水，有助遏制岱海湖面面积萎缩。[1]
- 5月30日14时许，内蒙古大兴安岭重点国有林管理局所屬库都尔林业局、吉文林业局瞭望塔共報告2起火災，火因均为雷电火。[2]
- 5月-6月內蒙古旱情嚴重。5月以来，内蒙古中西部降水稀少，6月份内蒙古大部分地区升温持续，部分最高气温达35摄氏度以上。至6月7日，内蒙古牧区干旱发生面积超五成，以重旱为主；农区干旱发生面积超二成，以中旱为主；林区干旱发生面积不足二成，以轻旱为主。[3]6月15日内蒙古气象台指，由于近來降水偏少，截至6月14日全区干旱面积为49.99万平方公里，占总面积的50.7%。今春内蒙古大部牧区牧草返青期较近5年推迟4至44天。记者在内蒙古西部看到，一些地方的旱田农作物出苗率偏低、长势较差，在炙热的日头下禾苗枝叶萎蔫，有的田地里出现许多蚂蚁窝。[4]

## 科技

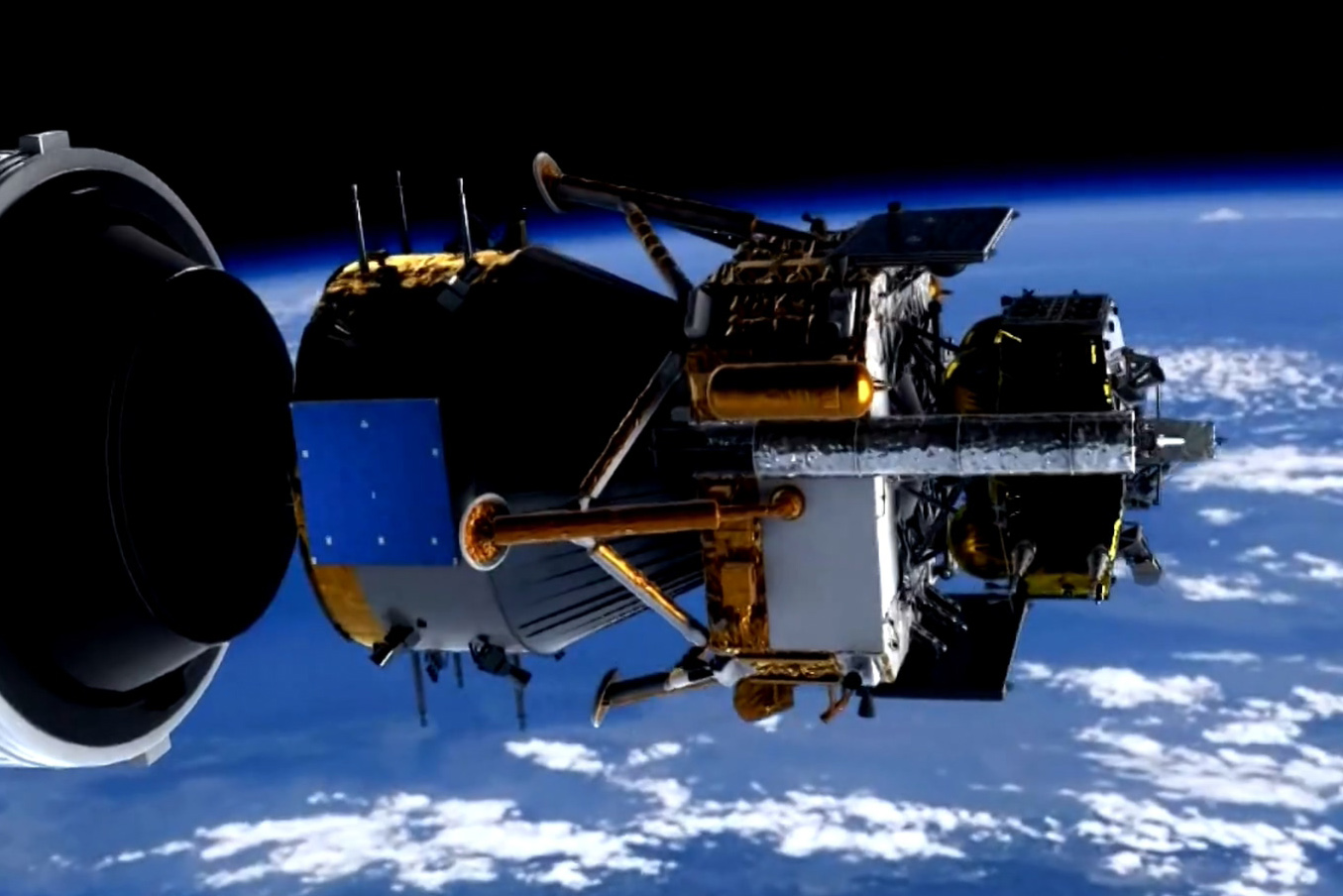
嫦娥五號

- 12月17日， 嫦娥五號返回地球於內蒙古着陸，完成了人類自1976年以來再次在月球採樣的任務。[5]

## 教育
- 2020年7月高考，内蒙古高考报名人数197,901人，其中参加统一考试的163,812人。[6]

- 8月26日，2020年內蒙古雙語教育新政策爭議，引發罷課抵抗和政府整治。

## 民生社會
- 2019冠状病毒病内蒙古自治区疫情。
- 4月12-14日，第七批全国重点文物保护单位辽代武安州白塔被内蒙古自治区文物局的工作组到場調查（在赤峰市敖汉旗丰收乡）。自2013年，因长达7年筹划修缮從未開工，至2020年裂开至少18道黑缝、生出100多个黑孔，塔身倾斜，不时有砖块坠下，2020年消息傳出。[7]
- 6月30日，連接赤峰與喀左的喀赤高铁（屬於京沈高铁的连接线）开通运营。首趟G8382/8379列车载着462名旅客驶离赤峰站向沈阳站。[8][9]
- 7月4日巴彥淖爾市出現1名腺鼠疫確診病例。[10]
- 7月25-29日，「内蒙古自治区民族手工艺和文创旅游精品展示活动」（內蒙古自治区文化和旅游厅主辦）在呼和浩特市内蒙古展览馆舉行。[11][12]
- 8月1日，2020年内蒙古马赛在锡林郭勒盟锡林浩特市开赛。从8月1日持续到10月上旬，每周六、日举行。[13]

## 官員任免、宣判
- 1月16日，白海泉案一審宣判。呼和浩特市经济技术开发区党工委原副书记、管委会原常务副主任兼金川工业园区党委原书记、管委会原主任白海泉案在巴彦淖尔市中级人民法院一审公开宣判，被告人白海泉犯受贿罪、贪污罪、巨额财产来源不明罪，被判处无期徒刑。其中收受他人财物折合1.25亿余元，构成受贿罪。（页面存档备份，存于）

- 内蒙古自治区锡林郭勒盟政协副主席张志军涉嫌严重职务违法犯罪，接受监察调查，據自治区纪委监委消息。（页面存档备份，存于）

- 4月1日内蒙古自治区第十三届人大任命：衡晓帆为自治区副主席；陈洁为自治区民政厅厅长；郝泽军为自治区司法厅厅长；郑东波为自治区文化和旅游厅厅长；贺伟华为自治区退役军人事务厅厅长。（页面存档备份，存于）

- 6月5日内蒙古自治区高級人法法院自2017年1月成立环境资源审判庭以来，首次发布《内蒙古环境资源审判白皮书（2017—2019）》，並同时发布2018—2019年全区法院环境资源审判典型案例。

- 内蒙古自治区第十三届人民代表大会常务委员会第二十一次会议通过，任命奇巴图（蒙古族）为自治区副主席。（页面存档备份，存于）

## 引用來源
1. ↑  内蒙古：“外引”黄河 岱海生态应急补水工程开工 （页面存档备份，存于） 2020年05月16日 人民网-内蒙古频道
2. ↑  内蒙古大兴安岭林区两起森林火灾均已合围 （页面存档备份，存于） 2020年05月30日 人民网-内蒙古频道
3. ↑  内蒙古干旱面积超四成 牧区旱情严峻 （页面存档备份，存于）2020-06-07 新华网
4. ↑  内蒙古旱情持续 （页面存档备份，存于） 2020年06月16日新华社
5. ↑  .   [2020-12-17]. （原始内容存档于2020-12-31）.
6. ↑  今年内蒙古197901人报名参加高考 （页面存档备份，存于） 2020-07-03 呼和浩特晚报
7. ↑  内蒙古自治区文物局对千年辽塔修缮滞后事件作出回应 （页面存档备份，存于） 2020-04-21 新华网
8. ↑  喀赤高铁开通，列车时刻表请查收 2020-07-02  澎湃新闻·澎湃号·政务
9. ↑  喀赤高铁开通 每日开行动车组列车最高达8对  （页面存档备份，存于） 2020-07-02  辽沈晚报
10. ↑  張雪冬、劉澤. . 人民網. 2020-07-06  [2021-12-10]. （原始内容存档于2021-12-10）.
11. ↑  刘燕,刘明. . 內蒙古自治区文化和旅游厅（轉自騰格里網）. 2020-07-28  [2020-09-03]. （原始内容存档于2020-09-03）.
12. ↑  陈立庚. . 鄂尔多斯新闻网(via人民網). 2020-07-30  [2020-09-03]. （原始内容存档于2020-09-03）.
13. ↑  2020内蒙古马赛开赛 （页面存档备份，存于） 2020年08月01日 中国新闻网